# Estoloides scabracaulis
Estoloides scabracaulis là một loài bọ cánh cứng trong họ Cerambycidae.